# Guvernul Dumitru Braghiș
Guvernul Dumitru Braghiș a fost un cabinet de miniștri care a guvernat Republica Moldova în perioada 21 decembrie 1999 - 19 aprilie 2001.

## Valeriu Bobuțac– prim-ministru desemnat
După căderea Guvernului reformator condus de Ion Sturza la data de 9 noiembrie 1999, coaliția majoritară care domina Parlamentul Republicii Moldova este formată din Partidul Comuniștilor (care deținea 39 de mandate), Frontul Popular Creștin-Democrat (9 mandate) și din opt deputați independenți. Parlamentul de la Chișinău este alcătuit din 100 deputați. Coaliția majoritară menționată și-a dat acordul ca Executivul să fie format din miniștri tehnocrați.
În aceste condiții, la data de 12 noiembrie 1999, președintele Republicii Moldova, Petru Lucinschi l-a desemnat pe Valeriu Bobuțac, care deținea atunci funcția de ambasador al Republicii Moldova la Moscova, în funcția de premier al noului Guvern de la Chișinău. Până în momentul preluării prerogativelor, demnitarul și-a păstrat și funcția diplomatică. Președintele Petru Lucinschi și premierul desemnat au declarat că noul Executiv va fi format din tehnocrați, în baza unor negocieri la care sunt invitate toate partidele parlamentare din Republica Moldova.
Premierul desemnat a informat că programul de guvernare va avea trei direcții clare: lupta împotriva crimei organizate și a corupției, redresarea crizei din sectorul energetic și restabilirea relațiilor cu organismele financiare internaționale. Fondul Monetar Internațional și Banca Mondială au avertizat Chișinăul că vor suspenda, pe termen nelimitat, acordarea de finanțări, în situația căderii Guvernului Sturza. Valeriu Bobuțac a ținut să precizeze că politica externă a Republicii Moldova nu se va schimba și "nimeni nu-și poate imagina că țara poate exista într-un spațiu izolat".
Valeriu Bobuțac, a elaborat un program de guvernare pro-occidental și reformist, însă nu a reușit să împace blocul comunist cu cel creștin-democrat, care nu s-au înțeles cu privire la atribuirea ministerelor. Înțelegând că nu va acumula numărul necesar de voturi, Valeriu Bobuțac și-a anunțat retragerea din funcția de candidat la postul de prim-ministru, după ce a avut o întâlnire cu președintele Parlamentului, Dumitru Diacov și cu liderul creștin-democrat Mircea Snegur. [1]
La insistența președintelui Lucinschi, la 22 noiembrie 1999, Bobuțac a venit totuși în fața Parlamentului pentru a-și prezenta echipa și programul de guvernare. Cu două ore înainte, lista de miniștri nu era încă definitivată, funcția de ministru de Interne fiind intens disputată de către partidele din coaliția majoritară. Grupul parlamentar creștin-democrat a declarat că nu va vota guvernul Bobuțac, întrucât au "rezerve destul de mari" față de mai multe persoane din cabinet. Pentru susținerea guvernului Bobuțac s-au pronunțat doar 48 de deputați comuniști și independenți.
În lista de candidați propusă de Valeriu Bobuțac ministerele de forță erau reprezentate exclusiv de candidați propuși de președintele Lucinschi, iar portofoliile sociale și economice erau împărțite între președintele Lucinschi și grupul parlamentar al comuniștilor, celor din urmă revenindu-le patru portofolii, printre care și cel al ministrului Industriei și Energeticii (care urma să fie condus de Vasili Iovv).
Valeriu Bobuțac nu a mai acceptat desemnarea sa în funcția de candidat la postul de prim-ministru pentru a doua oară și a revenit ca ambasador la Moscova.

## Vladimir Voronin– prim-ministru desemnat
La sfârșitul lunii noiembrie 1999, se încerca să se ajungă la o înțelegere între partidele parlamentare pentru formarea unui nou guvern cu votul unei majorități formate din depuțaii Blocului pentru o Moldovă democrată și prosperă, independenți și ai Paridului Comuniștilor. 
Prin acest angajament, se dorea învestirea unui guvern care să conducă țara până la alegerile parlamentare din anul 2002. S-au purtat astfel negocieri între președintele Petru Lucinschi, Dumitru Diacov (liderul Blocului democrat) și Vladimir Voronin (liderul Partidului Comuniștilor). 
Plenara Partidului Comuniștilor din data de 29 noiembrie 1999 a decis înaintarea candidaturii lui Vladimir Voronin în calitate de candidat propus la funcția de premier. Deoarece Dumitru Diacov a condiționat însă participarea sa la formarea guvernului prin nominalizarea lui Ion Sturza la funcția de premier, discuțiile pe marginea componenței viitorului guvern Voronin s-au purtat în principal între cei 40 de deputați comuniști și cei 10 deputați independenți. 
La data de 7 decembrie 1999, cabinetul Voronin cere votul de învestire a Parlamentului, dar nu obține decât 48 de voturi din cele 52 necesare. Pe lista cabinetului Voronin, pentru funcțiile de vicepremieri erau propuși Dumitru Braghiș, pe atunci ministru adjunct al Economiei și Reformei, și deputatul comunist Valerian Cristea. 
Căderea la vot a echipei lui Voronin s-a datorat faptului că deputații creștin-democrați au refuzat să voteze un guvern comunist. 
În acel moment, Republica Moldova trecea printr-o criză politică fără precedent. Se vehicula tot mai mult ideea ca președintele Lucinschi să dizolve Parlamentul. Potrivit Constituției șeful statului are dreptul să dizolve Parlamentul și să fixeze data alegerilor parlamentare anticipate după 45 de zile de la prima cerere de investitură sau în cazul în care Parlamentul ar respinge de cel puțin două ori componența guvernului propusă de candidatul desemnat pentru funcția de prim-ministru. 
S-a vehiculat apoi candidatura lui Ion Casian, fost ministru al Informaticii și Telecomunicațiilor în guvernele Sangheli și Ciubuc-1. Deși deputații creștin-democrați s-au arătat dispuși să acorde susținere lui Casian, care urma să fie desemnat candidat pentru funcția de premier pe data de 10 decembrie 1999, acesta a declarat presei că nu va accepta funcția decât în cazul în care Parlamentul îi va acorda susținere necondiționată pentru cel puțin doi ani. De asemenea, el a formulat condiția să i se acorde o absolută autonomie în constituirea cabinetului de miniștri și să nu i se înainteze moțiune de cenzură pe întreaga perioadă de activitate a actualului Parlament. Proiectul a fost respins de majoritatea grupurilor parlamentare. 

## Dumitru Braghiș- soluția de compromis
În această situație, Petru Lucinschi a propus la 15 decembrie 1999 un al treilea candidat pentru funcția de premier al Republicii Moldova: Dumitru Braghiș, ministrul adjunct al Economiei și Reformelor. În eventualitatea respingerii și a acestei candidaturi, Parlamentul urma să fie dizolvat și s-ar fi declanșat procedura alegerilor anticipate. 
În urma consultărilor purtate de premierul desemnat cu reprezentanții tuturor forțelor politice din Republica Moldova, s-a luat decizia acordării votului de încredere guvernului Braghiș. Cabinetul Braghiș a fost învestit de către Parlament la data de 23 decembrie 1999. 

## Componența cabinetului
| Minister                                               | Nume              | Portret                                                                                                   | În funcție din    | Până la           |  |
| ------------------------------------------------------ | ----------------- | --- | ----------------- | ----------------- |  |
| Prim-ministru                                          | Dumitru Braghiș   | | 21 decembrie 1999 | 19 aprilie 2001   |  |
| Viceprim-miniștri                                      |                   | |                   |                   |  |
| Viceprim-ministru                                      | Valeriu Cosarciuc | | 21 decembrie 1999 | 19 aprilie 2001   |  |
| Viceprim-ministru                                      | Lidia Guțu        | | 21 decembrie 1999 | 19 aprilie 2001   |  |
| Viceprim-ministru, Ministru al Economiei și Reformelor | Eugeniu Șlopac    | | 21 decembrie 1999 | 6 martie 2000     |  |
| Viceprim-ministru, Ministru al Economiei și Reformelor | Andrei Cucu       | | 15 martie 2000    | 19 aprilie 2001   |  |
| Miniștri                                               |                   | |                   |                   |  |
| Ministru al Afacerilor Externe                         | Nicolae Tăbăcaru  | | 21 decembrie 1999 | 22 noiembrie 2000 |  |
| Ministru al Afacerilor Externe                         | Nicolae Cernomaz  | | 22 noiembrie 2000 | 19 aprilie 2001   |  |
| Ministru al Finanțelor                                 | Mihail Manoli     | | 21 decembrie 1999 | 19 aprilie 2001   |  |
| Ministru al Agriculturii și Industriei Prelucrătoare   | Ion Russu         | | 21 decembrie 1999 | 19 aprilie 2001   |  |
| Ministru al Educației și Științei                      | Ion Guțu          | | 21 decembrie 1999 | 22 noiembrie 2000 |  |
| Ministru al Educației și Științei                      | Ilie Vancea       | | 22 noiembrie 2000 | 19 aprilie 2001   |  |
| Ministru al Sănătății                                  | Vasile Parasca    | | 21 decembrie 1999 | 19 aprilie 2001   |  |
| Ministru al Muncii, Protecției Sociale și Familiei     | Valerian Revenco  | | 21 decembrie 1999 | 19 aprilie 2001   |  |
| Ministru al Culturii                                   | Ghenadie Ciobanu  | Ghenadie Ciobanu (15524640856) (cropped)                                                                  | 21 decembrie 1999 | 19 aprilie 2001   |  |
| Ministru al Justiției                                  | Valeria Șterbeț   | | 21 decembrie 1999 | 19 aprilie 2001   |  |
| Ministru al Afacerilor Interne                         | Vladimir Țurcan   | | 21 decembrie 1999 | 19 aprilie 2001   |  |
| Ministru al Apărării                                   | Boris Gămurari    | Secretary Cohen escorts Minister of Defense Boris Gamurari, of the Republic of Moldova, into the Pentagon | 21 decembrie 1999 | 19 aprilie 2001   |  |
| Ministru al Transporturilor și Comunicațiilor          | Afanasie Smochin  | | 21 decembrie 1999 | 19 aprilie 2001   |  |
| Ministru al Industriei și Energeticii                  | Ion Leșanu        | | 21 decembrie 1999 | 19 aprilie 2001   |  |
| Ministru al Mediului și Amenajării Teritoriului        | Arcadie Capcelea  | | 21 decembrie 1999 | 5 septembrie 2000 |  |
| Ministru al Mediului și Amenajării Teritoriului        | Ion Răileanu      | | 5 septembrie 2000 | 19 aprilie 2001   |  |
| Membri ex-officio                                      |                   | |                   |                   |  |
| Guvernator (Bașcan) al UTA Găgăuzia                    | Dumitru Croitor   | Croitor                                                                                                   | 21 decembrie 1999 | 19 aprilie 2001   |  |
| Primar general al municipiului Chișinău                | Serafim Urechean  | Serafim Urechean (crop 12631652493)                                                                       | 21 decembrie 1999 | 19 aprilie 2001   |  |

## Legături externe
- Guvernul Braghiș Arhivat în 24 iunie 2015, la Wayback Machine. pe interese.md

| Precedat(ă) de: Guvernul Ion Sturza | Guvernul Dumitru Braghiș 21 decembrie 1999 - 19 aprilie 2001 | Succedat(ă) de: Guvernul Vasile Tarlev (1) |